# テイヒュー
テイヒュー株式会社はかつて存在した太平洋セメントグループの会社の一つである。旧社名は「帝国ヒューム管」である。

## 概要
以前は秩父小野田系であったが、1998年秩父小野田セメントと日本セメント（旧浅野セメント）が合併後、設立されたセメント業界において最大手の企業集団である。
以前は東証2部に上場していた（1961年10月上場）が、太平洋セメントとの株式交換により2002年5月1日に完全子会社化される。
2006年3月1日に帝国ヒューム管東日本･西日本･山陽の各社の子会社を設立、その後帝国ヒューム西日本を日本ヒュームに、帝国ヒューム管山陽を中川ヒューム管工業譲渡し、現在に至る。
以前は本社を東京都台東区池之端に置いていた。

## 沿革
- 2002年5月1日太平洋セメントとの株式交換に完全子会社化される。
- 2006年3月1日帝国ヒューム管東日本を設立。
- 2013年度清算結了

## 事業所
- 本社:神奈川県横浜市瀬谷区目黒町33-5
- 総務部:東京都港区台場2-3-5-3

## 主要製品
- コンクリート二次製品である。製品は下水用製品、防食製品、ジョイント製品、貯水槽製品、道路用製品、組立人孔となっている。

## 子会社
- 帝国ヒューム管東日本（株）